# Teheran 43
Teheran 43 (Russisch: Тегеран-43) is een Russische film uit 1981 van Aleksandr Alov en Vladimir Naoemov (of Naoemovitsj).

## Plot
De herinneringen van Sovjet-inlichtingenofficier Andrej Borodin (Igor Kostolevski) voeren het verhaal terug naar 1943, toen Max Richard (Armen Dzjigarchanjan), een huurmoordenaar van de nazi's, de opdracht kreeg Jozef Stalin, Franklin Delano Roosevelt en Winston Churchill tijdens hun bijeenkomst in Teheran alle drie om te brengen. De tolk Marie Loeni (Natalja Belochvostikova) en Borodin wisten de moordaanslag echter te verijdelen. Wanneer Richard zevenendertig jaar later, in 1980, het manuscript van zijn memoires probeert te veilen, wordt hij door een handlanger van zijn eertijdse moordopdrachtgever beschoten, maar Richard is sneller en doodt zijn aanvaller. Richards Parijse buurvrouw en inmiddels geliefde, Françoise (Claude Jade), vertelt hem tot zijn ongeloof dat zij werkt voor deze eertijdse opdrachtgever, de nazi Scherner (Albert Filozov), die toen hij hoorde over de veiling naar Richard op jacht ging. Ze zegt hem slechts uit medelijden te hebben gespaard en neemt hem mee naar een nieuwe geheime schuilplaats.

## Rolverdeling
- Natalja Belochvostikova: Marie, Nathalie
- Igor Kostolevski: Andrej Borodin
- Armen Dzjigarchanjan: Max Richard
- Claude Jade: Françoise
- Alain Delon: Georges Foche (een politie-inspecteur)
- Curd Jürgens: Legraine (Richards advocaat)
- Albert Filozov: Scherner